# Château d'Albinhac
Le château d'Albinhac est un château situé à Brommat, en France.

## Description
Le château a été construit suivant un plan en équerre. Les extrémités côté cour sont munies de poivrières sur culot. Du côté extérieur, les ailes sont flanquées de tours rondes.

## Localisation
Le château est situé sur la commune de Brommat, dans le département français de l'Aveyron.

## Historique
Manoir prieural dépendant de l'abbaye de Conques construit au XVe siècle.
L'édifice est inscrit au titre des monuments historiques en 1992.